# Kaltenneuses
Kaltenneuses ist ein Gemeindeteil des Marktes Emskirchen im Landkreis Neustadt an der Aisch-Bad Windsheim (Mittelfranken, Bayern). Kaltenneuses liegt in der Gemarkung Hohholz.

## Geografie
Beim Weiler entspringt der Mühlbach, der mit dem Moorgraben (rechts) zum Floresbach zusammenfließt, einem linken Zufluss der Mittleren Aurach ist. Im Osten liegt das Weiherfeld, im Südosten liegen die Brunner Teiche, 0,5 km südwestlich liegt der Brunner Wald, im Westen Heiligenbrunn und 0,75 km nördlich die Große Höhe (382 m ü. NHN).
Eine Gemeindeverbindungsstraße führt nach Brunn zur Staatsstraße 2414 (1,8 km südöstlich) bzw. zur Kreisstraße ERH 15 (1,1 km nördlich), einen halben Kilometer östlich von Dettendorf.

## Geschichte
Der Ort wurde vor 1430 als „Newsess“ erstmals urkundlich erwähnt.
Gegen Ende des 18. Jahrhunderts gab es in Kaltenneuses acht Anwesen (7 Höfe, 1 Gütlein). Das Hochgericht übte das brandenburg-bayreuthische Fraischvogteiamt Emskirchen-Hagenbüchach aus. Die Dorf- und Gemeindeherrschaft und die Grundherrschaft über alle Anwesen hatte das Klosteramt Münchaurach.
Von 1797 bis 1810 unterstand der Ort dem Justizamt Markt Erlbach und Kammeramt Emskirchen. Im Rahmen des Gemeindeedikts wurde Kaltenneuses dem 1811 gebildeten Steuerdistrikt Brunn und der 1813 gegründeten Ruralgemeinde Brunn zugeordnet. Mit dem Zweiten Gemeindeedikt (1818) wurde er in die neu gebildete Ruralgemeinde Hohholz umgemeindet. Am 1. Januar 1972 wurde Kaltenneuses im Zuge der Gebietsreform in Bayern nach Emskirchen eingemeindet.

## Einwohnerentwicklung
| Jahr      | 001818 | 001840 | 001861 | 001871 | 001885 | 001900 | 001925 | 001950 | 001961 | 001970 | 001987 |
| Einwohner | 39     | 54     | 60     | 52     | 53     | 34     | 48     | 45     | 49     | 39     | 31     |
| Häuser    | 8      | 9      |        |        | 9      | 9      | 8      | 6      | 7      |        | 7      |
| Quelle    | [ 10 ] | [ 11 ] | [ 12 ] | [ 13 ] | [ 14 ] | [ 15 ] | [ 16 ] | [ 17 ] | [ 18 ] | [ 19 ] | [ 1 ]  |

## Religion
Der Ort ist seit der Reformation evangelisch-lutherisch geprägt und bis heute nach St. Kilian (Emskirchen) gepfarrt.